# Nuoto ai campionati europei di nuoto 2022 - 100 metri rana femminili
La gara dei 100 metri rana femminili dei campionati europei di nuoto 2022 si è svolta il 12 e il 13 agosto 2022. Al mattino del 12 agosto si sono svolte le batterie e nel pomeriggio le semifinali, mentre la finale si è disputata nel pomeriggio del 13 agosto.

## Podio
| Pos.    | Atleta           | Nazione  |
| ------- | ---------------- | -------- |
| Oro     | Benedetta Pilato | Italia   |
| Argento | Lisa Angiolini   | Italia   |
| Bronzo  | Rūta Meilutytė   | Lituania |

## Record
Prima della manifestazione il record del mondo (RM), il record europeo (EU) e il record dei campionati (RC) erano i seguenti.
|  | 1'04"13 | Lilly King     | 25 luglio 2017 Budapest   |
|  | 1'04"35 | Rūta Meilutytė | 29 luglio 2013 Barcellona |
|  | 1'05"53 | Julija Efimova | 5 agosto 2018 Glasgow     |

Durante la competizione non sono stati migliorati record.

## Risultati

### Batterie
| Pos. | Batteria | Corsia | Atleta               | Nazionalità | Tempo   | Note |
| ---- | -------- | ------ | -------------------- | ----------- | ------- | ---- |
| 1    | 2        | 4      | Benedetta Pilato     | Italia      | 1'05"77 | Q    |
| 2    | 2        | 3      | Lisa Angiolini       | Italia      | 1'06"00 | Q    |
| 3    | 3        | 4      | Arianna Castiglioni  | Italia      | 1'06"55 |      |
| 4    | 4        | 5      | Martina Carraro      | Italia      | 1'07"04 |      |
| 5    | 4        | 4      | Sophie Hansson       | Svezia      | 1'07"05 | Q    |
| 6    | 2        | 5      | Kotryna Teterevkova  | Lituania    | 1'07"22 | Q    |
| 7    | 4        | 3      | Mona McSharry        | Irlanda     | 1'07"30 | Q    |
| 8    | 3        | 3      | Lisa Mamié           | Svizzera    | 1'07"38 | Q    |
| 9    | 3        | 6      | Tes Schouten         | Paesi Bassi | 1'07"54 | Q    |
| 10   | 3        | 5      | Rūta Meilutytė       | Lituania    | 1'07"88 | Q    |
| 11   | 2        | 6      | Kara Hanlon          | Regno Unito | 1'07"91 | Q    |
| 12   | 4        | 6      | Jessica Vall         | Spagna      | 1'08"00 | Q    |
| 13   | 2        | 7      | Klara Thormalm       | Svezia      | 1'08"08 | Q    |
| 14   | 2        | 2      | Niamh Coyne          | Irlanda     | 1'08"11 | Q    |
| 15   | 4        | 7      | Dominika Sztandera   | Polonia     | 1'08"60 | Q    |
| 16   | 4        | 2      | Maria Romanjuk       | Estonia     | 1'08"74 | Q    |
| 17   | 4        | 0      | Clara Rybak-Andersen | Danimarca   | 1'08"79 | Q    |
| 18   | 3        | 7      | Thea Blomsterberg    | Danimarca   | 1'09"18 | Q    |
| 18   | 3        | 1      | Bente Fischer        | Germania    | 1'09"18 | Q    |
| 20   | 4        | 1      | Andrea Podmaníková   | Slovacchia  | 1'09"24 |      |
| 21   | 3        | 0      | Ana Blažević         | Croazia     | 1'09"28 |      |
| 22   | 2        | 1      | Veera Kivirinta      | Finlandia   | 1'09"44 |      |
| 23   | 3        | 2      | Florine Gaspard      | Belgio      | 1'09"45 |      |
| 24   | 4        | 8      | Julia Månsson        | Svezia      | 1'09"71 |      |
| 25   | 3        | 8      | Ana Rodrigues        | Portogallo  | 1'09"73 |      |
| 26   | 3        | 9      | Kamila Isayeva       | Ucraina     | 1'09"79 |      |
| 27   | 2        | 8      | Adèle Blanchetière   | Francia     | 1'09"86 |      |
| 28   | 2        | 9      | Laura Lahtinen       | Finlandia   | 1'09"92 |      |
| 29   | 2        | 0      | Kristýna Horská      | Rep. Ceca   | 1'09"96 |      |
| 30   | 4        | 9      | Maria Drasidou       | Grecia      | 1'11"01 |      |
| 31   | 1        | 4      | Eleni Kontogeorgou   | Grecia      | 1'11"52 |      |
| 32   | 1        | 3      | Meri Mataja          | Croazia     | 1'11"71 |      |
| 33   | 1        | 6      | Martta Ruuska        | Finlandia   | 1'11"82 |      |
| 34   | 1        | 5      | Ellie McCartney      | Irlanda     | 1'12"16 |      |
| 35   | 1        | 2      | Defne Coşkun         | Turchia     | 1'12"80 |      |
| 36   | 1        | 7      | Nàdia Tudó           | Andorra     | 1'13"85 |      |
| 37   | 1        | 1      | Amy Micallef         | Malta       | 1'18"39 |      |

### Semifinali

#### Semifinale 1
| Pos. | Corsia | Atleta              | Nazionalità | Tempo   | Note |
| ---- | ------ | ------------------- | ----------- | ------- | ---- |
| 1    | 6      | Rūta Meilutytė      | Lituania    | 1'06"41 | Q    |
| 2    | 5      | Kotryna Teterevkova | Lituania    | 1'06"67 | Q    |
| 3    | 4      | Lisa Angiolini      | Italia      | 1'06"85 | Q    |
| 4    | 3      | Lisa Mamié          | Svizzera    | 1'07"39 |      |
| 5    | 2      | Jessica Vall        | Spagna      | 1'07"86 |      |
| 6    | 7      | Niamh Coyne         | Irlanda     | 1'08"00 |      |
| 7    | 8      | Thea Blomsterberg   | Danimarca   | 1'08"46 |      |
| 8    | 1      | Maria Romanjuk      | Estonia     | 1'08"67 |      |
| 9    | 0      | Bente Fischer       | Germania    | 1'08"78 |      |

#### Semifinale 2
| Pos. | Corsia | Atleta               | Nazionalità | Tempo   | Note |
| ---- | ------ | -------------------- | ----------- | ------- | ---- |
| 1    | 4      | Benedetta Pilato     | Italia      | 1'06"16 | Q    |
| 2    | 3      | Mona McSharry        | Irlanda     | 1'06"44 | Q    |
| 3    | 5      | Sophie Hansson       | Svezia      | 1'06"83 | Q    |
| 4    | 6      | Tes Schouten         | Paesi Bassi | 1'07"26 | Q    |
| 5    | 2      | Kara Hanlon          | Regno Unito | 1'07"35 | Q    |
| 6    | 7      | Klara Thormalm       | Svezia      | 1'08"15 |      |
| 7    | 1      | Dominika Sztandera   | Polonia     | 1'08"23 |      |
| 8    | 8      | Clara Rybak-Andersen | Danimarca   | 1'08"60 |      |

### Finale
| Pos. | Corsia | Atleta              | Nazionalità | Tempo   | Note |
| ---- | ------ | ------------------- | ----------- | ------- | ---- |
|      | 4      | Benedetta Pilato    | Italia      | 1'05"97 |      |
|      | 7      | Lisa Angiolini      | Italia      | 1'06"34 |      |
|      | 5      | Rūta Meilutytė      | Lituania    | 1'06"50 |      |
| 4    | 6      | Kotryna Teterevkova | Lituania    | 1'06"61 |      |
| 5    | 3      | Mona McSharry       | Irlanda     | 1'07"14 |      |
| 6    | 2      | Sophie Hansson      | Svezia      | 1'07"31 |      |
| 7    | 1      | Tes Schouten        | Paesi Bassi | 1'07"66 |      |
| 8    | 8      | Kara Hanlon         | Regno Unito | 1'08"08 |      |